# Khoshtāmdokh
Khoshtāmdokh (persiska: خشتامدخ, Khashtāmdakh) är en ort i Iran.   Den ligger i provinsen Gilan, i den nordvästra delen av landet, 270 km nordväst om huvudstaden Teheran. Antalet invånare är 136.
Terrängen runt Khoshtāmdokh är platt. Runt Khoshtāmdokh är det tätbefolkat, med 493 invånare per kvadratkilometer. Närmaste större samhälle är Fūman, 16,5 km söder om Khoshtāmdokh. Trakten runt Khoshtāmdokh består till största delen av jordbruksmark.